# Гірські марійці
Гірські марійці (гірськомар. Кирик мари, лукомар. Курик марій) — компактно розселена етнолінгвістична група марійців, що проживає переважно на заході Марій Ел, а також в Нижньогородській та Кіровській областях Росії.

## Етнонім
Етнонім гірські черемиси російського походження. За давньоруською традицією, населення горбистого правобережжя Волги називалося гірськими людьми.

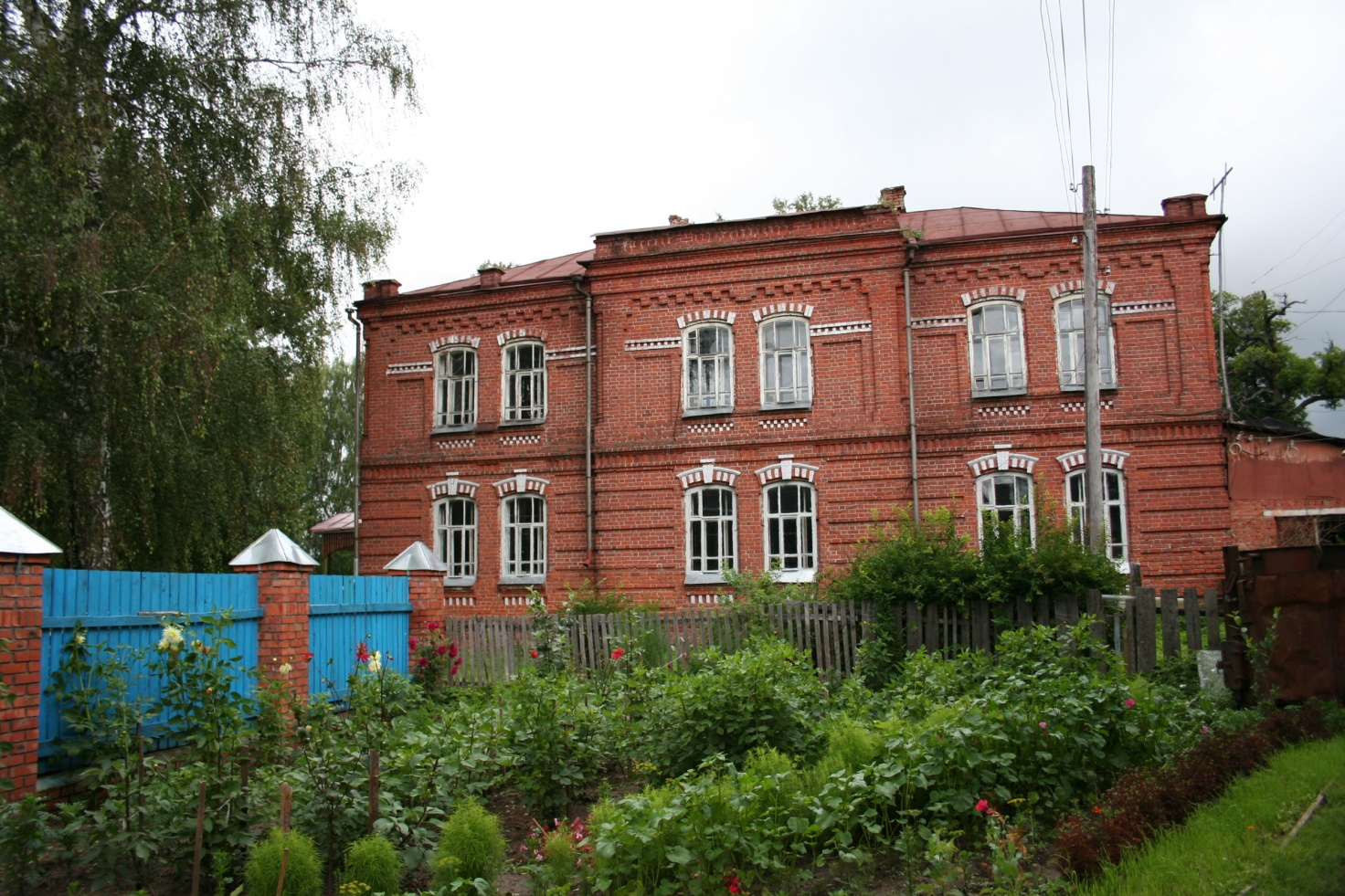
Нова Слобода. Сурская школа. Відкрита 1867 як черемиська школа при Михайло-Архангельському чоловічому монастирі

## Історія
Відмінності між гірськими та луговими марі стали проявлятися з IX—XI ст. На формування гірськомарійської етнокультурної спільноти великий вплив справили чуваші та росіяни і політичні події, пов'язані з приєднанням Марійського краю до Росії.

## Підгрупи
У складі етнографічної групи розрізняються невеликі «земляцькі», за місцем проживання, підгрупи: в правобережжі — шурмари (сурські), куширмари (кушерзькі), шошмари (еменгаські), марламари (еласовські), суасламари (живуть у сусідстві з чувашами); в лівобережжі — «лісові» (кожла мари), «ветлузькі» (вӹтлӓ мари), «ардинські» (арде мари), «руткінські» (рӹде мари) та ін.

## Писемність
Ймовірно, гірські марійці, як і лугові, до приходу росіян в край користувалися своєю писемністю.
Перший достовірний текст на кирилиці гірськомарійською мовою належить до 1767. Написаний учнями-гірськими черемисами Казані в стилі хвалебної оди на честь приїзду Імператриці Катерини Другої в Казань. Є припущення, що в той же час створенням писемності займалися і учні-марійці в Нижньому Новгороді.
|  | Тыни мямнамъ моцъ куце ямше эдемгане. Тынь мямнам тумтушецъ куце тынинъ эргецкане. Тынь мямнам шицъ кодо шкемя сталан туменена Тыделянлин — пуже Юма шулкмъ тлянетъ келесена. |